# Кубок Боснії і Герцеговини з футболу 2012—2013
Кубок Боснії і Герцеговини з футболу 2012–2013 — 19-й розіграш кубкового футбольного турніру в Боснії і Герцеговині. Володарем кубку вдруге став Широкі Брієг.

## Календар
| Раунд       | Дата                     | Матчі | Клуби   |
| ----------- | ------------------------ | ----- | ------- |
| 1/16 фіналу | 18-19 вересня 2012       | 16    | 32 → 16 |
| 1/8 фіналу  | 3/23-24 жовтня 2012      | 16    | 16 → 8  |
| 1/4 фіналу  | 6-7/21 листопада 2012    | 8     | 8 → 4   |
| 1/2 фіналу  | 13 березня/3 квітня 2013 | 4     | 4 → 2   |
| Фінал       | 30 квітня/14 травня 2013 | 2     | 2 → 1   |

## 1/16 фіналу
| Команда 1                  | Рахунок             | Команда 2                   |
| -------------------------- | ------------------- | --------------------------- |
| 18 вересня 2012            |                     |                             |
| Сараєво                    | 1:0                 | Градина                     |
| 19 вересня 2012            |                     |                             |
| Модрича (2)                | 0:1                 | Ораш'є (3)                  |
| Травнік                    | 1:3                 | ГОШК                        |
| Слобода (Мрконич-Град) (2) | 0:3                 | Желєзнічар                  |
| Челік                      | 2:1                 | Подгрмеч (2)                |
| Бранітель (2)              | 0:2                 | Широкі Брієг                |
| Рієка (Вітез) (4)          | 2:1                 | Дрина (Вишеград) (2)        |
| Рудар (Прієдор)            | 0:1                 | Зриньські                   |
| Слога (Добой) (2)          | 4:0                 | Томислав (3)                |
| Радник                     | 3:0                 | Рудар (Зениця) (4)          |
| Вележ                      | 3:0                 | Младость (Донжи Свілаж) (3) |
| Олімпік (Сараєво)          | 0:0 (дч) (пен. 3:0) | Вітез (2)                   |
| Леотар                     | 0:1                 | Славія                      |
| Звєзда                     | 5:0                 | Рудар (Углєвик) (2)         |
| Чаплина (2)                | 1:1 (дч) (пен. 4:2) | Борац                       |
| Сутьєска (Фоча) (2)        | 1:0                 | САШК Напредак (3)           |

## 1/8 фіналу
| Команда 1           | Заг.                | Команда 2         | 1-й матч | 2-й матч |
| ------------------- | ------------------- | ----------------- | -------- | -------- |
| 3/23 жовтня 2012    |                     |                   |          |          |
| Славія              | 1:6                 | Желєзнічар        | 1:3      | 0:3      |
| 3/24 жовтня 2012    |                     |                   |          |          |
| Звєзда              | 4:2                 | Вележ             | 1:2      | 3:0      |
| Ораш'є (3)          | 0:7                 | Широкі Брієг      | 0:6      | 0:1      |
| ГОШК                | 1:0                 | Радник            | 1:0      | 0:0      |
| Челік               | 3:0                 | Рієка (Вітез) (4) | 2:0      | 1:0      |
| Олімпік (Сараєво)   | 0:0 (дч) (пен. 4:1) | Чаплина (2)       | 0:0      | 0:0      |
| Зриньські           | 4:3                 | Сараєво           | 3:1      | 1:2      |
| Сутьєска (Фоча) (2) | 2:3                 | Слога (Добой) (2) | 1:1      | 1:2      |

## 1/4 фіналу
| Команда 1           | Заг.         | Команда 2         | 1-й матч | 2-й матч |
| ------------------- | ------------ | ----------------- | -------- | -------- |
| 6/21 листопада 2012 |              |                   |          |          |
| Звєзда              | 3:5          | Зриньські         | 3:2      | 0:3      |
| 7/21 листопада 2012 |              |                   |          |          |
| ГОШК                | 2:3          | Слога (Добой) (2) | 1:2      | 1:1      |
| Олімпік (Сараєво)   | 0:4          | Желєзнічар        | 0:1      | 0:3      |
| Широкі Брієг        | 2:2 пен. 5:4 | Челік             | 1:1      | 1:1      |

## 1/2 фіналу
| Команда 1                | Заг. | Команда 2    | 1-й матч | 2-й матч |
| ------------------------ | ---- | ------------ | -------- | -------- |
| 13 березня/3 квітня 2013 |      |              |          |          |
| Слога (Добой) (2)        | 2:8  | Широкі Брієг | 2:4      | 0:4      |
| Желєзнічар               | 2:0  | Зриньські    | 0:0      | 2:0      |

## Фінал
| Команда 1                 | Заг.         | Команда 2    | 1-й матч | 2-й матч |
| ------------------------- | ------------ | ------------ | -------- | -------- |
| 30 квітень/14 травня 2013 |              |              |          |          |
| Желєзнічар                | 2:2 пен. 4:5 | Широкі Брієг | 1:1      | 1:1      |

### Перший матч
| 30 квітня 2013 18:00 (UTC+2) |

| Желєзнічар | 1:1      | Широкі Брієг |
| ---------- | -------- | ------------ |
| Чолич 19'  | Протокол | Кордич 5'    |

| Стадіон «Грбавиця», Сараєво Глядачів: 4 300 Арбітр: Томислав Чуїч |

### Повторний матч
| 14 травня 2013 20:00 (UTC+2) |

| Широкі Брієг | 1:1      | Желєзнічар |
| ------------ | -------- | ---------- |
| Вагнер 63'   | Протокол | Пехіль 90' |

| Стадіон «Пецара», Широкі Брієг Глядачів: 3 500 Арбітр: Едін Якупович |

|                                                                |     | Пенальті                                                        |  |
| Силич · Кордич · Вагнер · Єше · Зломіслич · І.Джидич · Ландека | 5:4 | Пехіль · Адилович · Чолич · Станич · Хасанович · Смаїч · Срвака |  |